# Departamento de Bamboutos
Bamboutos es un departamento de la región Oeste de Camerún. En noviembre de 2005 tenía una población censada de 292 410 habitantes.
Está formado por los siguientes municipios:
- Babadjou, 36 929 hab.
- Batcham, 83 817 hab.
- Galim, 51 014 hab.
- Mbouda, 120 650 hab.